# 리가 노면전차

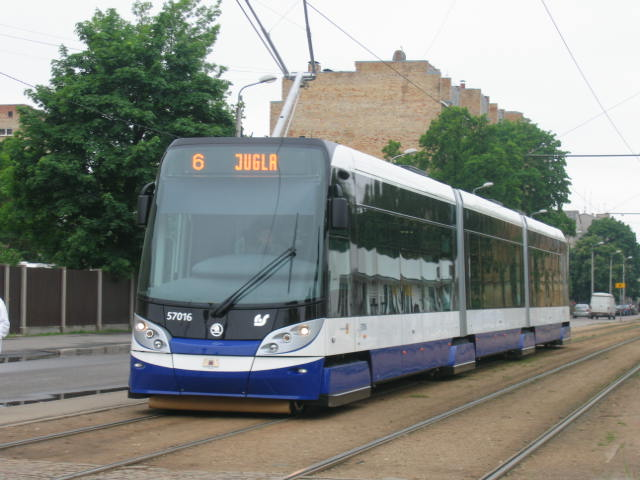
리가 노면전차

리가 노면전차(라트비아어: Tramvaju satiksme Rīgā)는 라트비아 리가에서 운영되는 노면전차 시스템이다. 리가 트롤리버스, 노선버스를 운영하는 리가 교통국이 운영하고 있다.